# Джон Рикман
Джон Рикман (на английски: John Rickman) е английски лекар, психиатър и психоаналитик.

## Биография
Роден е на 10 април 1880 година в Доркинг, Англия, единствено дете в семейство на квакери. Отива да учи в Лейтън парк, квакерско училище в Рединг. Той изпълнява изискванията за получаване на научна степен по естествени науки към Кеймбриджкия университет и получава медицинската си степен през 1916 г. в болницата Св. Томас в Лондон. Две години по-късно среща бъдещата си жена Лидия Люис. След това решава да учи в Кеймбридж, където д-р Уилям Ривърс го кара да се види с Фройд във Виена. Фройд се съгласява да се види с него за две гвинеи. Фройд го кара да работи върху това, което после е публикувано като „Развитието на психоаналитичната теория за психозите“.
Рикман се завръща в Лондон и става асоцииран член на Британското психоаналитично общество, а от 1922 г. и редовен член. Той има ключова роля в първите години на обществото и неговия Институт за психоанализа, особено в администрацията, публичната активност и връзките с близки професори. Също така е редактор на Британския журнал за медицинска психология в продължение на 14 години.
Джон Рикман е смятан за член на средната група, а не последовател на Мелани Клайн.
Умира на 1 юли 1951 година в Регентс парк на 71-годишна възраст.